# Aragão (São Tomé)
Aragão é uma aldeia de São Tomé e Príncipe, localiza-se ao Norte, no distrito da Lobata, ilha de São Tomé, próxima às localidades de Uba Cabra, Nova Cintra, Maianço e ao Rio Água Palito. 